# NVIDIA BR04
BR04全稱Bridge Revision 04，是NVIDIA公司隨GeForce 9800 GX2推出的接橋晶片，其規格與BR03基本相同，只是其支援PCI-E 2.0。

## 產品介紹
BR04擁有48條PCI-E通道，其中32條用於連接顯示核心，每個核心獨享16條；另外16條用於連接主機板晶片組中的PCI-E匯流排，其頻寬上下行均為8GB/s（等效16GB/s）。BR04的優點是具有極好的相容性，基本上支援任何主機板，即使有主機板不支援，通過更新BIOS即可解決。其應用於GeForce 9800 GX2專業級的Quadro FX 4700 X2中。
在之後的GeForce GTX 295中，BR04更新製程並更名為NF200（nForce 200），他擁有顯示核心直連通道與Broadcast系統，具有PCI-E通道拆分、整合與擴充能力。NF200可用於主機板中，如nForce 780系列晶片組，華碩P6T7 WS SuperComputer等產品。